# Бажал, Юрий Николаевич
Юрий Николаевич Бажал (англ. Juriy M. Bazhal, род. 26 ноября 1950) — украинский ученый в области экономической теории и практики инновационного и технологического развития. Доктор экономических наук, профессор, заслуженный деятель науки и техники Украины. Академик Академии наук высшей школы Украины с 2010 г.

## Биография
Родился в Одессе. В 1971 г. окончил планово-экономический факультет Одесского института народного хозяйства. В 1988—1997 годах работал в Институте экономики АН УССР в должностях младшего, старшего научного сотрудника, заведующего отделом. В 1997—1999 гг — заведующий отделом в Институте экономического прогнозирования НАН Украины. В 1993 году стал участником осенней школы по экономической теории рынка (Autumn School’93 on the Economics of the Market), Институт экономического развития Всемирного банка, США. В 2003 году принял участие в совместной Канадо-Украино-Балтийской тренинговой программе университета Далхаузи, Халифакс, Канада. В 2004 участвовал в тренинговых программах от American Councils for International Education. В разные годы вел преподавательскую работу по совместительству: в Киевском институте народного хозяйства, Киевском национальном университете им. Т. Г. Шевченко, Национальной академии управления, Институте повышения квалификации руководящих кадров Национальной академии государственного управления при Президенте Украины. В 1977 г. защитил кандидатскую, а в 1992 г. — докторскую диссертации, в 2000 г. получил учёное звание профессора.

## Работа в Киево-Могилянской Академии
С 1994 г. работает в Национальном университете «Киево-Могилянская академия», куда в 2000 г. перешел на постоянную работу. В 2000—2006 гг. — декан факультета экономических наук. С 2000 г. — заведующий кафедрой экономической теории, руководитель магистерской программы по специальности «Экономическая теория». С 2007 г. сотрудничает с Норвежской Бизнес школой, Осло.
Внес заметный вклад в теорию и практику экономического управления инновациями, формированию концепции государственной инновационной политики.

## Научные достижения
Автор более 160 научных публикаций, в том числе 14 индивидуальных и коллективных монографий и 5 учебных пособий, среди которых есть издания с грифом Министерства образования СССР и Украины, а также научных статей в ведущих научных журналах Украины и иностранных изданиях.
С 1988 г. постоянно является членом специализированных ученых советов по защите диссертаций на соискание ученых степеней кандидата и доктора экономических наук, постановлениями Кабинета Министров Украины назначается членом Научного совета Государственного фонда фундаментальных исследований Украины. Член редакционных коллегий ведущих украинских научных журналов: «Экономика и прогнозирование», «Вестник Национального банка Украины», «Экономическая теория», «Финансы Украины», «Интеллектуальная собственность», «Научные записки НаУКМА» — серия «Экономика».
Награждён медалью с премией АН Украины для молодых ученых (1984), свидетельством участника ВДНХ СССР (1987), почетной грамотой Министерства финансов Украины (2004). Трижды был лауреатом профессорской стипендии им. Вадима Гетьмана от Райффайзен Банк Аваль (2006—2009).
Член-корреспондент Академии технологических наук Украины (социально-экономическое управление технологиями, подготовка и переподготовка специалистов).
Лауреат Государственной премии Украины в области науки и техники за 2012 год. Заслуженный деятель науки и техники Украины (2015).

## Публикации
- Бажал Ю. М. Знаннєва економіка — економіка конкурентоспроможності / В кн.: Інформаційне суспільство. Шлях України. — К., Бібліотека інформаційного суспільства, 2004. С. 219—224
- Ефективність державного управління. Практикум. Конкурентна політика / Ю. Бажал, З. Борисенко, В. Жданов та ін. За заг. ред. І.Розпутенка. — К.: Вид-во «К.І.С.», 2004. — С. 219—224
- Бажал Юрій. Інформаційна економіка / В кн.: Роль інформації у формуванні ринкової економіки: Монографія / Ю.Бажал, В.Бакуменко, І. Бондарчук та ін.; За заг. ред. І.Розпутенка. — К.: Вид-во «К.І.С.», 2004. — С. 33-57
- Bazhal, Yuriy. Contemporary Issues of Innovation Policy in Transitive Economy: Lessons from Ukraine // Paper was reviewed and published as an electronic version of materials — The Knowledge Economy Forum II «Implementing Knowledge Economy Strategies: Innovation, Life-Long Learning, Partnerships, Networks, and Inclusion», March 25-28, 2003, Helsinki, organized by the World Bank and Government of Finland. — https://web.archive.org/web/20050903222336/http://www.helsinkikef.org/ (Case studies: Ukraine), 14 pages
- Бажал Ю. М. Економічна теорія державного управління: від національного до «світового» уряду // Передмова до кн..: Стігліц, Джозеф. Глобалізація та її тягар: Пер.з англ. — К., Вид. дім «КМ Академія», 2003. — С. 6-15.
- Бажал Ю. М. Кількісний і якісний аналіз джерельної бази наукових публікацій (нотатки з офіційного приводу) // Бюлетень ВАК України, 2003, № 4.
- Бажал Ю. М., Одотюк І. В. Інвестиційні ресурси та пріоритетні напрями інноваційного розвитку // В кн.: Економіка України: стратегія і політика довгострокового розвитку / За ред. акад. НАН України В. М. Гейця. — К.: Ін-т екон. прогнозув. Фенікс, 2003. С. 684—694
- Бажал Ю. М. Знаннєва економіка: теорія і державна політика // Економіка і прогнозування, 2003, № 3
- Економічна оцінка державних пріоритетів технологічного розвитку. Колективна монографія/ Бажал Ю. М., Александрова В. П., Данько М. С. та ін.; Відп. ред. Ю. М. Бажал. — Київ, Інститут економічного прогнозування НАН України, 2002
- Інноваційний розвиток економіки та напрямки його прискорення / За ред. В. П. Александрової. — К.: Ін-т екон. прогнозування НАН України, 2002.
- Ефективність державного управління. Колективна монографія / Ю.Бажал, О.Кілієвич, О.Мертенс та ін.; За заг. ред. І.Розпутенка. — К.: Вид-во «К.І.С.», 2002.
- Yuriy M. Bazhal. Contemporary Issues of Innovation Activities in Ukraine Economy / В кн. «Innovation in Promising Economies» / Edited by A.Inzelt and L.Auriol. — Budapest, AULA Publisher Ltd., 2002. — 164 p.
- Yuriy M. Bazhal. History of Innovation Theory of Economic Development and Contemporary Issues of the Ukrainian Transitive Economy // In: «ESHET 2002 — 6th Conference on Social Change and Economic Development in the History of Economic Thought»: Book of Abstracts.
- Rethymno, 14-17 March 2002. — University of Crete, Department of Economics, 2002, pp. 105—106.
- Економічний розвиток і державна політика. Практикум. Випуск 9. Фінансовий менеджмент у системі державного управління / Ю. Бажал, Дюфло Ремі, В. І. Жданов та ін.; За заг. ред. І. Розпутенка. — К.: Вид-во «К.І.С.», 2002
- Економічний розвиток і державна політика. Практикум. Випуск 10. Ринок праці / Ю.Бажал, та ін.; За заг. ред. І.Розпутенка.- К.: Вид-во «К.І.С.», 2002
- Бажал Ю. М. Економіка інноваційних процесів // Вісник інституту економічного прогнозування НАН України‚ 2002 (1).
- Економічний розвиток і державна політика: навчальний посібник / Ю. Бажал, О. Кілієвич, О. Мертенс та інш.; За заг. Ред. Ю. Єнахурова, І. Розпутенка. — К.: Видавництво «К.І.С.», 2001
- Економічний розвиток і державна політика. Практикум. Вип. 4 Економіка освіти і науки / А.Бауманіс, Ю.Бажал, С.Іголкін та інш.; За заг. Ред. Ю.Єнахурова, І.Розпутенка. — К.: Видавництво «К.І.С.», 2001
- Економічна оцінка технологічного розвитку в Україні: стан і перспективи / В кн.: Україна на порозі ХХІ століття: уроки реформ та стратегія розвитку. Мат-ли наук. конф. — К.: УкрІНТЕІ.
- Проблеми викладання економічної теорії в Україні в контексті «західних» стандартів / В матеріалах Першої науково-економічної конференції «Інтеграція вищої освіти України в Європейську систему». — Дніпропетровськ, центр «Освітні студії» ДНУ, 2001
- Еволюційна парадигма економічної теорії та практика ринкової трансформації України. // В зб. тез доповідей міжнародної наукової конференції «Економічна теорія: сучасна парадигма та її еволюція на порозі ХХІ століття». — К.: КДТУ, 2000.

## Источник
- Академия наук высшей школы Украины. 1992—2010. Справочник
- http://www.ukma.kiev.ua/cv/?id=6&la=u
- http://www.ukma.kiev.ua/
- http://www.library.ukma.kiev.ua/